# Liga de Naciones de la UEFA 2020-21
La Liga de Naciones de la UEFA 2020-21 fue la segunda edición de la Liga de Naciones de la UEFA. La fase previa de grupos tuvo lugar del 3 de septiembre al 17 de noviembre de 2020, mientras que la fase final de la competición se desarrolló entre el 6 y el 10 de octubre de 2021 en Milán y Turín (Italia).  La competición finalizó con las eliminatorias de descenso de la Liga C a la Liga D en marzo de 2022.
La competición sirvió también como parte del proceso de clasificación para la Copa Mundial de Fútbol de 2022, pues los dos mejores ganadores de cada liga que no se hayan clasificado para la fase final o para los playoffs optarán a dos plazas de la repesca.

## Cambios de formato
Después de finalizada la primera edición del torneo se produjo un cambio de formato tras un proceso de consulta en el que participaron las 55 federaciones nacionales de la UEFA cambiando el número de equipos por liga, pero manteniendo un total de 4 ligas. Las 55 selecciones europeas han sido divididas en cuatro ligas de acuerdo con el ranking de selecciones nacionales de la UEFA tras el final de la UEFA Nations League 2018-19. Las Ligas A, B y C estarán formadas por 16 selecciones, mientras que la Liga D estará conformada por 7 selecciones.
En la Liga A las cuatro selecciones ganadoras de grupo clasificarán a los play-offs que se disputarán en octubre de 2021, con un formato de semifinales y final, para determinar los campeones del torneo, mientras que las cuatro últimas selecciones descenderán de división para la próxima edición. En la Liga B las cuatro selecciones ganadoras de grupo ascenderán de división, mientras que las cuatro últimas selecciones descenderán de división para la próxima edición. En la Liga C las cuatro selecciones ganadoras de grupo ascenderán de división, mientras que las cuatro últimas se enfrentarán en dos play-offs para determinar las dos selecciones que descenderán de división.

### Reglas de clasificación
Los equipos se clasificarán según los puntos obtenidos en la fase de grupos (3 puntos por ganar, 1 punto por empatar y 0 puntos por perder), si algún equipo está empatado con otro a puntos, se aplicarán unos criterios de desempate, en el siguiente orden para determinar quien quedará por encima:
1. Puntos logrados en los enfrentamientos directos entre ambos equipos.
2. Diferencia de goles en los enfrentamientos directos entre ambos equipos.
3. Goles marcados en los enfrentamientos directos entre ambos equipos.
4. Goles como visitante marcados en los enfrentamientos directos entre ambos equipos.
5. Si más de dos equipos están empatados y después de aplicar estos criterios de enfrentamientos directos, un subconjunto de equipos aun siguen empatados, se volverán a emplear dichos criterios exclusivamente a este subconjunto de equipos.
6. Diferencia de goles en todos los partidos del grupo.
7. Goles marcados en todos los partidos del grupo.
8. Goles como visitante marcados en todos los partidos del grupo.
9. Victorias en todos los partidos del grupo.
10. Victorias como visitante en todos los partidos del grupo.
11. Puntos de disciplina (tarjeta roja: 3 puntos, tarjeta amarilla: 1 punto, expulsión por doble amarilla en un encuentro: 3 puntos).
12. Coeficiente de la UEFA para los equipos nacionales.

### Calendario
A continuación se muestra el calendario de la Liga de Naciones de la UEFA 2020-21.
| Fase             | Jornada                      | Fecha                      |
| ---------------- | ---------------------------- | -------------------------- |
| Fase de grupos   | Jornada 1                    | 3–5 de septiembre de 2020  |
| Fase de grupos   | Jornada 2                    | 6–8 de septiembre de 2020  |
| Fase de grupos   | Jornada 3                    | 10–11 de octubre de 2020   |
| Fase de grupos   | Jornada 4                    | 13–14 de octubre de 2020   |
| Fase de grupos   | Jornada 5                    | 14–15 de noviembre de 2020 |
| Fase de grupos   | Jornada 6                    | 17–18 de noviembre de 2020 |
| Fase final       | Semifinales                  | 6-7 de octubre de 2021     |
| Fase final       | Partido por el tercer puesto | 10 de octubre de 2021      |
| Fase final       | Final                        | 10 de octubre de 2021      |
| Play-offs Liga C | Ida                          | 24–25 de marzo de 2022     |
| Play-offs Liga C | Vuelta                       | 28–29 de marzo de 2022     |

## Participantes
Participarán las 55 federaciones de la UEFA.
En negrita las selecciones de la Liga A.
| Equipos participantes | Equipos participantes | Equipos participantes | Equipos participantes | Equipos participantes |
| --------------------- | --------------------- | --------------------- | --------------------- | --------------------- |
| Albania               | Croacia               | Gibraltar             | Kosovo                | Polonia               |
| Alemania              | Dinamarca             | Grecia                | Letonia               | Portugal              |
| Andorra               | Escocia               | Hungría               | Liechtenstein         | República Checa       |
| Armenia               | Eslovaquia            | Inglaterra            | Lituania              | Rumania               |
| Austria               | Eslovenia             | Irlanda               | Luxemburgo            | Rusia                 |
| Azerbaiyán            | España                | Irlanda del Norte     | Macedonia del Norte   | San Marino            |
| Bélgica               | Estonia               | Islandia              | Malta                 | Serbia                |
| Bielorrusia           | Finlandia             | Islas Feroe           | Moldavia              | Suecia                |
| Bosnia y Herzegovina  | Francia               | Israel                | Montenegro            | Suiza                 |
| Bulgaria              | Gales                 | Italia                | Noruega               | Turquía               |
| Chipre                | Georgia               | Kazajistán            | Países Bajos          | Ucrania               |

## Distribución

Liga A
Liga B
Liga C
Liga D

Los 55 equipos han sido divididos en cuatro ligas (hay 16 equipos en las Ligas A, B y C y 7 en la Liga D) según el ranking de selecciones nacionales de la UEFA después de la conclusión de la edición anterior del torneo (incluyendo los play-offs de la Liga A). Los equipos con mayor puntuación jugarán en la Liga A mientras los de menor jugarán en la Liga D.
|  | Promocionado originalmente en la temporada anterior (antes del cambio de formato).         |
|  | Originalmente relegado en la temporada anterior (conmutado después del cambio de formato). |
|  | Promocionado después del cambio de formato.                                                |

| Bombo | Selección            | Prv                       | Rank |
| ----- | -------------------- | ------------------------- | ---- |
| 1     | Portugal             | Medalla de oro, Europa    | 1    |
| 1     | Países Bajos         | Medalla de plata, Europa  | 2    |
| 1     | Inglaterra           | Medalla de bronce, Europa | 3    |
| 1     | Suiza                |                           | 4    |
| 2     | Bélgica              |                           | 5    |
| 2     | Francia              |                           | 6    |
| 2     | España               |                           | 7    |
| 2     | Italia               |                           | 8    |
| 3     | Bosnia y Herzegovina |                           | 9    |
| 3     | Ucrania              |                           | 10   |
| 3     | Dinamarca            |                           | 11   |
| 3     | Suecia               |                           | 12   |
| 4     | Croacia              |                           | 13   |
| 4     | Polonia              |                           | 14   |
| 4     | Alemania             |                           | 15   |
| 4     | Islandia             |                           | 16   |

| Bombo | Selección         | Prv | Rank |
| ----- | ----------------- | --- | ---- |
| 1     | Rusia             |     | 17   |
| 1     | Austria           |     | 18   |
| 1     | Gales             |     | 19   |
| 1     | República Checa   |     | 20   |
| 2     | Escocia           |     | 21   |
| 2     | Noruega           |     | 22   |
| 2     | Serbia            |     | 23   |
| 2     | Finlandia         |     | 24   |
| 3     | Eslovaquia        |     | 25   |
| 3     | Turquía           |     | 26   |
| 3     | Irlanda           |     | 27   |
| 3     | Irlanda del Norte |     | 28   |
| 4     | Bulgaria          |     | 29   |
| 4     | Israel            |     | 30   |
| 4     | Hungría           |     | 31   |
| 4     | Rumania           |     | 32   |

| Bombo | Selección           | Prv | Rank |
| ----- | ------------------- | --- | ---- |
| 1     | Grecia              |     | 33   |
| 1     | Albania             |     | 34   |
| 1     | Montenegro          |     | 35   |
| 1     | Georgia             |     | 36   |
| 2     | Macedonia del Norte |     | 37   |
| 2     | Kosovo              |     | 38   |
| 2     | Bielorrusia         |     | 39   |
| 2     | Chipre              |     | 40   |
| 3     | Estonia             |     | 41   |
| 3     | Eslovenia           |     | 42   |
| 3     | Lituania            |     | 43   |
| 3     | Luxemburgo          |     | 44   |
| 4     | Armenia             |     | 45   |
| 4     | Azerbaiyán          |     | 46   |
| 4     | Kazajistán          |     | 47   |
| 4     | Moldavia            |     | 48   |

| Bombo | Selección     | Rank |
| ----- | ------------- | ---- |
| 1     | Gibraltar     | 49   |
| 1     | Islas Feroe   | 50   |
| 1     | Letonia       | 51   |
| 1     | Liechtenstein | 52   |
| 2     | Andorra       | 53   |
| 2     | Malta         | 54   |
| 2     | San Marino    | 55   |

El sorteo para la fase de grupos tuvo lugar en Ámsterdam, Países Bajos el 3 de marzo de 2020. Por razones políticas, Armenia y Azerbaiyán no deben compartir el mismo grupo ni enfrentarse (debido al conflicto Nagorno-Karabaj).

## Liga A

### Grupo A1
| Pos. | Equipo               | Pts. | PJ | G | E | P | GF | GC | Dif. | Clasificación           |       | Bandera de Italia | Bandera de los Países Bajos | Bandera de Polonia | Bandera de Bosnia y Herzegovina |
| ---- | -------------------- | ---- | -- | - | - | - | -- | -- | ---- | ----------------------- | ----- | ----------------- | --------------------------- | ------------------ | ------------------------------- |
| 1    | Italia               | 12   | 6  | 3 | 3 | 0 | 7  | 2  | +5   | Clasifica al Final Four |       | —                 | 1 – 1                       | 2 – 0              | 1 – 1                           |
| 2    | Países Bajos         | 11   | 6  | 3 | 2 | 1 | 7  | 4  | +3   |                         |       | 0 – 1             | —                           | 1 – 0              | 3 – 1                           |
| 3    | Polonia              | 7    | 6  | 2 | 1 | 3 | 6  | 6  | 0    |                         | 0 – 0 | 1 – 2             | —                           | 3 – 0              |                                 |
| 4    | Bosnia y Herzegovina | 2    | 6  | 0 | 2 | 4 | 3  | 11 | −8   | Desciende a la Liga B   |       | 0 – 2             | 0 – 0                       | 1 – 2              | —                               |

 Fuente: UEFA
Criterios de clasificación: criterios UEFA de desempate

### Grupo A2
| Pos. | Equipo     | Pts. | PJ | G | E | P | GF | GC | Dif. | Clasificación           |       | Bandera de Bélgica | Bandera de Dinamarca | Bandera de Inglaterra | Bandera de Islandia |
| ---- | ---------- | ---- | -- | - | - | - | -- | -- | ---- | ----------------------- | ----- | ------------------ | -------------------- | --------------------- | ------------------- |
| 1    | Bélgica    | 15   | 6  | 5 | 0 | 1 | 16 | 6  | +10  | Clasifica al Final Four |       | —                  | 4 – 2                | 2 – 0                 | 5 – 1               |
| 2    | Dinamarca  | 10   | 6  | 3 | 1 | 2 | 8  | 7  | +1   |                         |       | 0 – 2              | —                    | 0 – 0                 | 2 – 1               |
| 3    | Inglaterra | 10   | 6  | 3 | 1 | 2 | 7  | 4  | +3   |                         | 2 – 1 | 0 – 1              | —                    | 4 – 0                 |                     |
| 4    | Islandia   | 0    | 6  | 0 | 0 | 6 | 3  | 17 | −14  | Desciende a la Liga B   |       | 1 – 2              | 0 – 3                | 0 – 1                 | —                   |

 Fuente: UEFA
Criterios de clasificación: criterios UEFA de desempate
Notas:
1. 1 2  Puntos logrados en los enfrentamientos directos: Dinamarca 4, Inglaterra 1.

### Grupo A3
| Pos. | Equipo   | Pts. | PJ | G | E | P | GF | GC | Dif. | Clasificación           |       | Bandera de Francia | Bandera de Portugal | Bandera de Croacia | Bandera de Suecia |
| ---- | -------- | ---- | -- | - | - | - | -- | -- | ---- | ----------------------- | ----- | ------------------ | ------------------- | ------------------ | ----------------- |
| 1    | Francia  | 16   | 6  | 5 | 1 | 0 | 12 | 5  | +7   | Clasifica al Final Four |       | —                  | 0 – 0               | 4 – 2              | 4 – 2             |
| 2    | Portugal | 13   | 6  | 4 | 1 | 1 | 12 | 4  | +8   |                         |       | 0 – 1              | —                   | 4 – 1              | 3 – 0             |
| 3    | Croacia  | 3    | 6  | 1 | 0 | 5 | 9  | 16 | −7   |                         | 1 – 2 | 2 – 3              | —                   | 2 – 1              |                   |
| 4    | Suecia   | 3    | 6  | 1 | 0 | 5 | 5  | 13 | −8   | Desciende a la Liga B   |       | 0 – 1              | 0 – 2               | 2 – 1              | —                 |

 Fuente: UEFA
Criterios de clasificación: criterios UEFA de desempate
Notas:
1. 1 2  Diferencia de goles en todos los partidos del grupo: Croacia -7, Suecia -8.

### Grupo A4
| Pos. | Equipo   | Pts. | PJ | G | E | P | GF | GC | Dif. | Clasificación           |       | Bandera de España | Bandera de Alemania | Bandera de Suiza | Bandera de Ucrania |
| ---- | -------- | ---- | -- | - | - | - | -- | -- | ---- | ----------------------- | ----- | ----------------- | ------------------- | ---------------- | ------------------ |
| 1    | España   | 11   | 6  | 3 | 2 | 1 | 13 | 3  | +10  | Clasifica al Final Four |       | —                 | 6 – 0               | 1 – 0            | 4 – 0              |
| 2    | Alemania | 9    | 6  | 2 | 3 | 1 | 10 | 13 | −3   |                         |       | 1 – 1             | —                   | 3 – 3            | 3 – 1              |
| 3    | Suiza    | 6    | 6  | 1 | 3 | 2 | 9  | 8  | +1   |                         | 1 – 1 | 1 – 1             | —                   | 3 – 0            |                    |
| 4    | Ucrania  | 6    | 6  | 2 | 0 | 4 | 5  | 13 | −8   | Desciende a la Liga B   |       | 1 – 0             | 1 – 2               | 2 – 1            | —                  |

 Fuente: 
Criterios de clasificación: criterios UEFA de desempate
Notas:
1. 1 2  Diferencia de goles en los enfrentamientos directos: Suiza +2, Ucrania −2.

### Fase final
|  | Semifinales                             | Semifinales |                                 |   | Final | Final |
|  |                                         |             |                                 |   |       |       |
|  | 6 de octubre - San Siro, Milán          |             |                                 |   |       |       |
|  |                                         |             |                                 |   |       |       |
|  | Italia                                  | 1           |                                 |   |       |       |
|  | Italia                                  | 1           | 10 de octubre - San Siro, Milán |   |       |       |
|  | España                                  | 2           |                                 |   |       |       |
|  | España                                  | 2           | España                          | 1 |       |       |
|  | 7 de octubre - Juventus Stadium, Turín  |             | España                          | 1 |       |       |
|  |                                         | Francia     | 2                               |   |       |       |
|  | Bélgica                                 | Francia     | 2                               | 2 |       |       |
|  | Bélgica                                 |             |                                 | 2 |       |       |
|  | Francia                                 | 3           |                                 |   |       |       |
|  | Francia                                 | 3           | Partido por el tercer puesto    |   |       |       |
|  |                                         |             |                                 |   |       |       |
|  | 10 de octubre - Juventus Stadium, Turín |             |                                 |   |       |       |
|  |                                         |             |                                 |   |       |       |
|  | Italia                                  | 2           |                                 |   |       |       |
|  | Italia                                  | 2           |                                 |   |       |       |
|  | Bélgica                                 | 1           |                                 |   |       |       |

|                    |
| Bandera de Francia |
| Campeón Francia    |
| 1.er título        |

## Liga B

### Grupo B1
| Pos. | Equipo            | Pts. | PJ | G | E | P | GF | GC | Dif. | Clasificación         |       | Bandera de Austria | Bandera de Noruega | Bandera de Rumania | Bandera de Irlanda del Norte |
| ---- | ----------------- | ---- | -- | - | - | - | -- | -- | ---- | --------------------- | ----- | ------------------ | ------------------ | ------------------ | ---------------------------- |
| 1    | Austria           | 13   | 6  | 4 | 1 | 1 | 9  | 6  | +3   | Asciende a la Liga A  |       | —                  | 1 – 1              | 2 – 3              | 2 – 1                        |
| 2    | Noruega           | 10   | 6  | 3 | 1 | 2 | 12 | 7  | +5   |                       |       | 1 – 2              | —                  | 4 – 0              | 1 – 0                        |
| 3    | Rumania           | 8    | 6  | 2 | 2 | 2 | 8  | 9  | −1   |                       | 0 – 1 | 3 – 0              | —                  | 1 – 1              |                              |
| 4    | Irlanda del Norte | 2    | 6  | 0 | 2 | 4 | 4  | 11 | −7   | Desciende a la Liga C |       | 0 – 1              | 1 – 5              | 1 – 1              | —                            |

 Fuente: UEFA
Criterios de clasificación: criterios UEFA de desempate

### Grupo B2
| Pos. | Equipo          | Pts. | PJ | G | E | P | GF | GC | Dif. | Clasificación         |       | Bandera de República Checa | Bandera de Escocia | Bandera de Israel | Bandera de Eslovaquia |
| ---- | --------------- | ---- | -- | - | - | - | -- | -- | ---- | --------------------- | ----- | -------------------------- | ------------------ | ----------------- | --------------------- |
| 1    | República Checa | 12   | 6  | 4 | 0 | 2 | 9  | 5  | +4   | Asciende a la Liga A  |       | —                          | 1 – 2              | 1 – 0             | 2 – 0                 |
| 2    | Escocia         | 10   | 6  | 3 | 1 | 2 | 5  | 4  | +1   |                       |       | 1 – 0                      | —                  | 1 – 1             | 1 – 0                 |
| 3    | Israel          | 8    | 6  | 2 | 2 | 2 | 7  | 7  | 0    |                       | 1 – 2 | 1 – 0                      | —                  | 1 – 1             |                       |
| 4    | Eslovaquia      | 4    | 6  | 1 | 1 | 4 | 5  | 10 | −5   | Desciende a la Liga C |       | 1 – 3                      | 1 – 0              | 2 – 3             | —                     |

 Fuente: UEFA
Criterios de clasificación: criterios UEFA de desempate

### Grupo B3
| Pos. | Equipo  | Pts. | PJ | G | E | P | GF | GC | Dif. | Clasificación         |       | Bandera de Hungría | Bandera de Rusia | Bandera de Serbia | Bandera de Turquía |
| ---- | ------- | ---- | -- | - | - | - | -- | -- | ---- | --------------------- | ----- | ------------------ | ---------------- | ----------------- | ------------------ |
| 1    | Hungría | 11   | 6  | 3 | 2 | 1 | 7  | 4  | +3   | Asciende a la Liga A  |       | —                  | 2 – 3            | 1 – 1             | 2 – 0              |
| 2    | Rusia   | 8    | 6  | 2 | 2 | 2 | 9  | 12 | −3   |                       |       | 0 – 0              | —                | 3 – 1             | 1 – 1              |
| 3    | Serbia  | 6    | 6  | 1 | 3 | 2 | 9  | 7  | +2   |                       | 0 – 1 | 5 – 0              | —                | 0 – 0             |                    |
| 4    | Turquía | 6    | 6  | 1 | 3 | 2 | 6  | 8  | −2   | Desciende a la Liga C |       | 0 – 1              | 3 – 2            | 2 – 2             | —                  |

 Fuente: UEFA
Criterios de clasificación: criterios UEFA de desempate
Notas:
1. 1 2  Goles como visitante marcados en los enfrentamientos directos: Serbia 2, Turquía 0.

### Grupo B4
| Pos. | Equipo    | Pts. | PJ | G | E | P | GF | GC | Dif. | Clasificación         |       | Bandera de Gales | Bandera de Finlandia | Bandera de Irlanda | Bandera de Bulgaria |
| ---- | --------- | ---- | -- | - | - | - | -- | -- | ---- | --------------------- | ----- | ---------------- | -------------------- | ------------------ | ------------------- |
| 1    | Gales     | 16   | 6  | 5 | 1 | 0 | 7  | 1  | +6   | Asciende a la Liga A  |       | —                | 3 – 1                | 1 – 0              | 1 – 0               |
| 2    | Finlandia | 12   | 6  | 4 | 0 | 2 | 7  | 5  | +2   |                       |       | 0 – 1            | —                    | 1 – 0              | 2 – 0               |
| 3    | Irlanda   | 3    | 6  | 0 | 3 | 3 | 1  | 4  | −3   |                       | 0 – 0 | 0 – 1            | —                    | 0 – 0              |                     |
| 4    | Bulgaria  | 2    | 6  | 0 | 2 | 4 | 2  | 7  | −5   | Desciende a la Liga C |       | 0 – 1            | 1 – 2                | 1 – 1              | —                   |

 Fuente: UEFA
Criterios de clasificación: criterios UEFA de desempate

## Liga C

### Grupo C1
| Pos. | Equipo     | Pts. | PJ | G | E | P | GF | GC | Dif. | Clasificación         |       | Bandera de Montenegro | Bandera de Luxemburgo | Bandera de Azerbaiyán | Bandera de Chipre |
| ---- | ---------- | ---- | -- | - | - | - | -- | -- | ---- | --------------------- | ----- | --------------------- | --------------------- | --------------------- | ----------------- |
| 1    | Montenegro | 13   | 6  | 4 | 1 | 1 | 10 | 2  | +8   | Asciende a la Liga B  |       | —                     | 1 – 2                 | 2 – 0                 | 4 – 0             |
| 2    | Luxemburgo | 10   | 6  | 3 | 1 | 2 | 7  | 5  | +2   |                       |       | 0 – 1                 | —                     | 0 – 0                 | 2 – 0             |
| 3    | Azerbaiyán | 6    | 6  | 1 | 3 | 2 | 2  | 4  | −2   |                       | 0 – 0 | 1 – 2                 | —                     | 0 – 0                 |                   |
| 4    | Chipre     | 4    | 6  | 1 | 1 | 4 | 2  | 10 | −8   | Play-offs de descenso |       | 0 – 2                 | 2 – 1                 | 0 – 1                 | —                 |

 Fuente: UEFA
Criterios de clasificación: criterios UEFA de desempate

### Grupo C2
| Pos. | Equipo              | Pts. | PJ | G | E | P | GF | GC | Dif. | Clasificación         |       | Bandera de Armenia | Bandera de Macedonia del Norte | Bandera de Georgia | Bandera de Estonia |
| ---- | ------------------- | ---- | -- | - | - | - | -- | -- | ---- | --------------------- | ----- | ------------------ | ------------------------------ | ------------------ | ------------------ |
| 1    | Armenia             | 11   | 6  | 3 | 2 | 1 | 9  | 6  | +3   | Asciende a la Liga B  |       | —                  | 1 – 0                          | 2 – 2              | 2 – 0              |
| 2    | Macedonia del Norte | 9    | 6  | 2 | 3 | 1 | 9  | 8  | +1   |                       |       | 2 – 1              | —                              | 1 – 1              | 2 – 1              |
| 3    | Georgia             | 7    | 6  | 1 | 4 | 1 | 6  | 6  | 0    |                       | 1 – 2 | 1 – 1              | —                              | 0 – 0              |                    |
| 4    | Estonia             | 3    | 6  | 0 | 3 | 3 | 5  | 9  | −4   | Play-offs de descenso |       | 1 – 1              | 3 – 3                          | 0 – 1              | —                  |

 Fuente: UEFA
Criterios de clasificación: criterios UEFA de desempate

### Grupo C3
| Pos. | Equipo    | Pts. | PJ | G | E | P | GF | GC | Dif. | Clasificación         |       | Bandera de Eslovenia | Bandera de Grecia | Bandera de Kosovo | Bandera de Moldavia |
| ---- | --------- | ---- | -- | - | - | - | -- | -- | ---- | --------------------- | ----- | -------------------- | ----------------- | ----------------- | ------------------- |
| 1    | Eslovenia | 14   | 6  | 4 | 2 | 0 | 8  | 1  | +7   | Asciende a la Liga B  |       | —                    | 0 – 0             | 2 – 1             | 1 – 0               |
| 2    | Grecia    | 12   | 6  | 3 | 3 | 0 | 6  | 1  | +5   |                       |       | 0 – 0                | —                 | 0 – 0             | 2 – 0               |
| 3    | Kosovo    | 5    | 6  | 1 | 2 | 3 | 4  | 6  | −2   |                       | 0 – 1 | 1 – 2                | —                 | 1 – 0             |                     |
| 4    | Moldavia  | 1    | 6  | 0 | 1 | 5 | 1  | 11 | −10  | Play-offs de descenso |       | 0 – 4                | 0 – 2             | 1 – 1             | —                   |

 Fuente: UEFA
Criterios de clasificación: criterios UEFA de desempate

### Grupo C4
| Pos. | Equipo      | Pts. | PJ | G | E | P | GF | GC | Dif. | Clasificación         |       | Bandera de Albania | Bandera de Bielorrusia | Bandera de Lituania | Bandera de Kazajistán |
| ---- | ----------- | ---- | -- | - | - | - | -- | -- | ---- | --------------------- | ----- | ------------------ | ---------------------- | ------------------- | --------------------- |
| 1    | Albania     | 11   | 6  | 3 | 2 | 1 | 8  | 4  | +4   | Asciende a la Liga B  |       | —                  | 3 – 2                  | 0 – 1               | 3 – 1                 |
| 2    | Bielorrusia | 10   | 6  | 3 | 1 | 2 | 10 | 8  | +2   |                       |       | 0 – 2              | —                      | 2 – 0               | 2 – 0                 |
| 3    | Lituania    | 8    | 6  | 2 | 2 | 2 | 5  | 7  | −2   |                       | 0 – 0 | 2 – 2              | —                      | 0 – 2               |                       |
| 4    | Kazajistán  | 4    | 6  | 1 | 1 | 4 | 5  | 9  | −4   | Play-offs de descenso |       | 0 – 0              | 1 – 2                  | 1 – 2               | —                     |

 Fuente: UEFA
Criterios de clasificación: criterios UEFA de desempate

### Play-offs de descenso
| Equipo 1 | Agr.           | Equipo 2   | Ida | Vuelta |
| -------- | -------------- | ---------- | --- | ------ |
| Moldavia | 2–2 (4:5 pen.) | Kazajistán | 1–2 | 1–0    |
| Estonia  | 0–2            | Chipre     | 0–0 | 0–2    |

## Liga D

### Liga D1
| Pos. | Equipo      | Pts. | PJ | G | E | P | GF | GC | Dif. | Clasificación        |       | Bandera de Islas Feroe | Bandera de Malta | Bandera de Letonia | Bandera de Andorra |
| ---- | ----------- | ---- | -- | - | - | - | -- | -- | ---- | -------------------- | ----- | ---------------------- | ---------------- | ------------------ | ------------------ |
| 1    | Islas Feroe | 12   | 6  | 3 | 3 | 0 | 9  | 5  | +4   | Asciende a la Liga C |       | —                      | 3 – 2            | 1 – 1              | 2 – 0              |
| 2    | Malta       | 9    | 6  | 2 | 3 | 1 | 8  | 6  | +2   |                      |       | 1 – 1                  | —                | 1 – 1              | 3 – 1              |
| 3    | Letonia     | 7    | 6  | 1 | 4 | 1 | 8  | 4  | +4   |                      | 1 – 1 | 0 – 1                  | —                | 0 – 0              |                    |
| 4    | Andorra     | 2    | 6  | 0 | 2 | 4 | 1  | 11 | −10  |                      | 0 – 1 | 0 – 0                  | 0 – 5            | —                  |                    |

 Fuente: UEFA
Criterios de clasificación: criterios UEFA de desempate

### Liga D2
| Pos. | Equipo        | Pts. | PJ | G | E | P | GF | GC | Dif. | Clasificación        |       | Bandera de Gibraltar | Bandera de Liechtenstein | Bandera de San Marino |
| ---- | ------------- | ---- | -- | - | - | - | -- | -- | ---- | -------------------- | ----- | -------------------- | ------------------------ | --------------------- |
| 1    | Gibraltar     | 8    | 4  | 2 | 2 | 0 | 3  | 1  | +2   | Asciende a la Liga C |       | —                    | 1 – 1                    | 1 – 0                 |
| 2    | Liechtenstein | 5    | 4  | 1 | 2 | 1 | 3  | 2  | +1   |                      |       | 0 – 1                | —                        | 0 – 0                 |
| 3    | San Marino    | 2    | 4  | 0 | 2 | 2 | 0  | 3  | −3   |                      | 0 – 0 | 0 – 2                | —                        |                       |

 Fuente: UEFA
Criterios de clasificación: criterios UEFA de desempate

## Jugadores con tres o más goles en un partido
| Pos. | Jugador        | Goles | Fecha                   | Local      |                       | Resultado |                      | Visitante | Reporte   |
| ---- | -------------- | ----- | ----------------------- | ---------- | --------------------- | --------- | -------------------- | --------- | --------- |
| 1    | Erling Haaland | 3     | 11 de octubre de 2020   | Noruega    | Bandera de Noruega    | 4 - 0     | Bandera de Rumania   | Rumania   | Jornada 3 |
| 2    | Eran Zahavi    | 3     | 14 de octubre de 2020   | Eslovaquia | Bandera de Eslovaquia | 2 - 3     | Bandera de Israel    | Israel    | Jornada 4 |
| 3    | Haris Vučkić   | 3     | 14 de octubre de 2020   | Moldavia   | Bandera de Moldavia   | 0 - 4     | Bandera de Eslovenia | Eslovenia | Jornada 4 |
| 4    | Ferran Torres  | 3     | 17 de noviembre de 2020 | España     | Bandera de España     | 6 - 0     | Bandera de Alemania  | Alemania  | Jornada 6 |